# Posthum ungdom
Posthum ungdom är en diktsamling av Erik Lindegren utgiven 1935.
Boken var författarens debut och är en samling formsäkra men förhållandevis traditionella dikter vilka erinrar mer om äldre diktare som Bertil Malmberg än om samtida modernister som Gunnar Ekelöf och Artur Lundkvist.
Vid sin utgivning fick boken ett överlag positivt mottagande. Två av de mest ansedda kritikerna Sten Selander och Erik Blomberg var båda positiva och refererade liksom flera andra kritiker till fin de siècle-stämning. Selander tyckte att den, trots ett ibland ansträngt resultat, var ”ett av de på sitt sätt...mest löftesrika bidragen till vår yngsta diktning” medan Blomberg fann intrycket ”mycket artistiskt” och ansåg att Lindegren med ”stor konstnärlig säkerhet” varierat symbolismens bildspråk. Negativ var däremot Ture Nerman som i socialistiska Folkets Dagblad talade om ”praktfulla opersonliga akademiska ord”.